# Juan Valdivieso
Juan Valdivieso Padilla (Lima, 6 de maio de 1910 - Lima, 2 de maio de 2007) foi um futebolista peruano que atuava como goleiro.
Durante sua carreira como jogador, ele jogou no Alianza Lima e atuou 10 vezes pela Seleção Peruana de Futebol entre 1930 e 1938,[carece de fontes?] chegando a ser convocado para a Copa do Mundo FIFA de 1930 e o torneio de futebol dos Jogos Olímpicos de Verão de 1936.